# Повстання Верлана

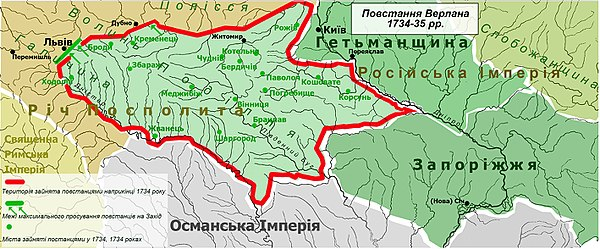
Території зайняті армією Верлана на кінець 1734 — початок 1735 років.

Повстання Верлана , Народне повстання 1734-1738 рр., Верланова Революція — перше організоване гайдамацьке повстання, результатом якого стало звільнення на короткий час (1734-1735 рр.) майже всіх українських земель (за винятком частин Галичини та Волині), що залишались у складі Речі Посполитої у XVIII столітті.

## Передумови
Правобережна Україна була ядром найбільш ранніх українських повстань проти польського панування у XVI—XVII століттях, однак на початок XVIII ст. вона пережила ряд драматичних метаморфоз. Після кількох хвиль переселення жителів до Гетьманщини та Слобожанщини, а також нового розселення на Правобережжі селян із Галичини та Волині, на початок XVIII ст. тут склалась ситуація, що нагадувала ту, яка існувала на початку визвольного руху в XVI столітті. Суттєвою відмінністю була лише значно менша кількість населення та існування Гетьманщини — козацької держави на Лівобережжі, що знаходилась під протекцією Російської імперії.
Внаслідок повстання Палія та дипломатично-військових заходів Івана Мазепи у 1704-1712 роках Правобережжя перебувало під управлінням адміністрації Гетьманщини. Проте згодом, російський уряд за умовами Прутського миру передав Правобережжя знову до складу Речі Посполитої.
Після цього, польська адміністрація зробила спробу відновити на цих територіях кріпацтво і католицизм. Побоюючись лояльності місцевого, переважно православного, населення до Гетьманщини та Російської імперії, влада Речі Посполитої розробила програму релігійно-національного приниження та дискримінації українського населення, як православного так і греко-католицького віровизнань, з метою його ополячення.
Це стало причиною відновлення збройного опору мешканців Правобережжя, спочатку стихійного і спорадичного, а потім більш організованого, котре, згодом, отримало загальну назву Гайдамаччини.

## Перебіг подій
У вересні 1733 року, після смерті польського короля Августа ІІ, внаслідок суперечок серед учасників Сейму, було короновано Станіслава Лещинського — якого підтримувала одна частина магнатів, інша частина обрала Августа III. Станіслав вважався кандидатурою роду Потоцьких та Франції, а Август Росії та Австрії. Внаслідок втручання російських військ Август був введений до Варшави і коронований. Таким чином у країні виявилось два королі, кожен з яких спирався на свою частину дворян. Це привело до загального хаосу і розбалансування і так кволих інститутів влади Речі Посполитої. Присутність російських військ на території Польщі особливо ясно підтверджувала її політичну залежність і неспроможність державних інституцій нормально функціонувати. Крім того російська агітація за Августа III давала можливість гайдамацьким загонам «легально» поборювати прихильників Станіслава — Потоцьких, яким належали великі маєтності на Правобережжі.

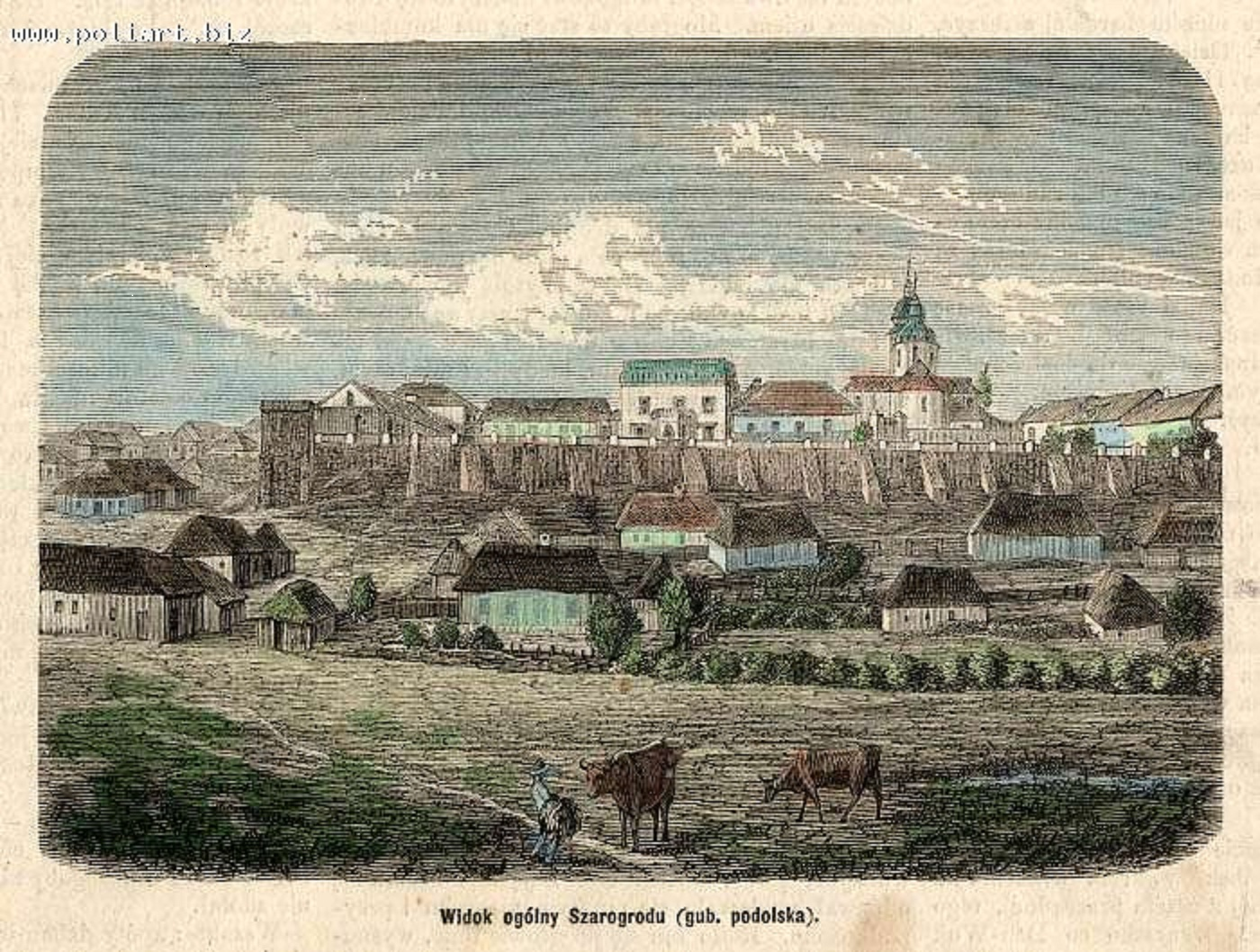
Шаргород — столиця Верлана, гравюра XIX ст.

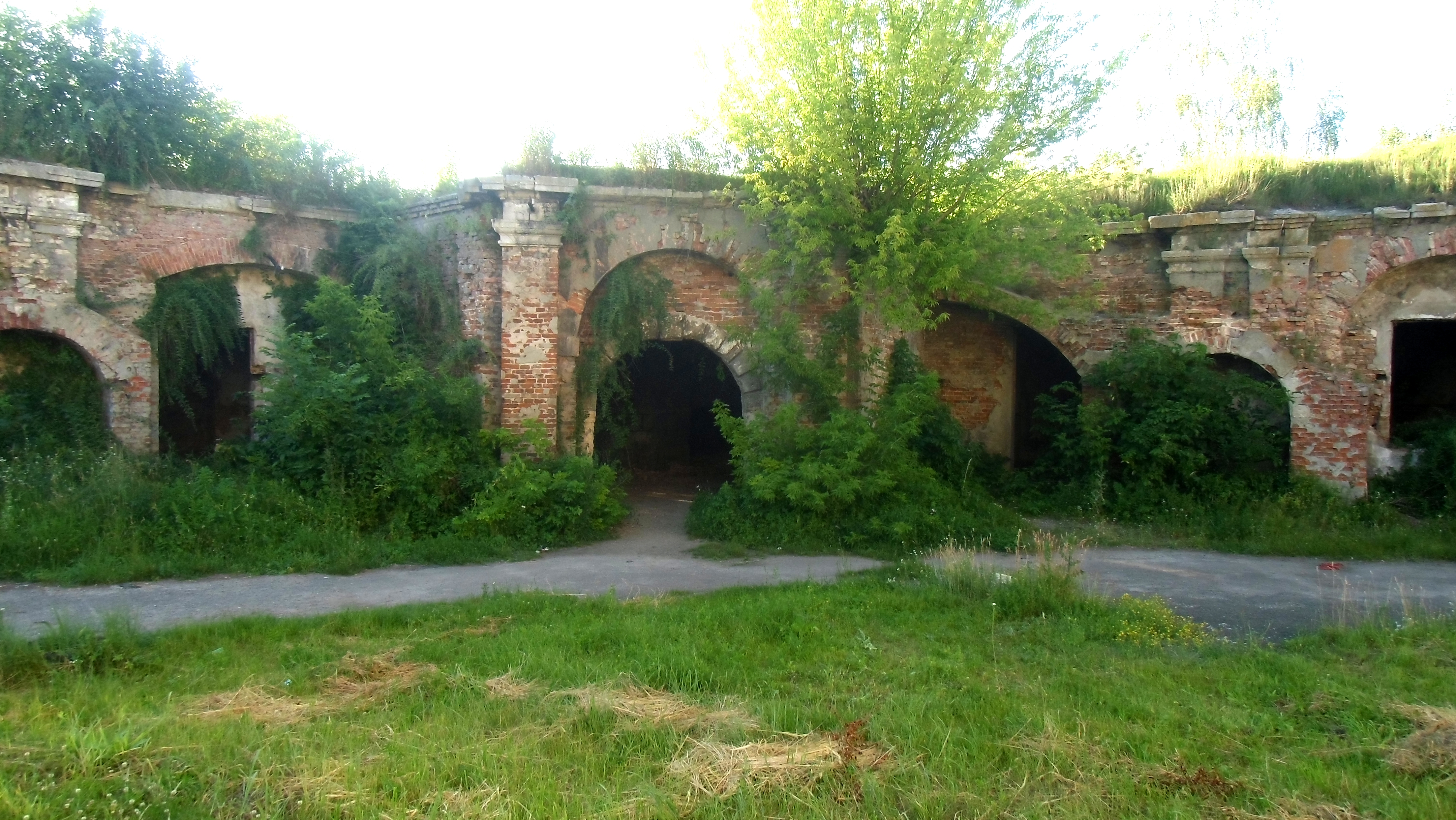
Руїни фортеці у Бродах

Підготовча стадія повстання не з'ясована у повній мірі. В історичних документах засвідчено його урочистий початок, коли сотник Верлан, що раніше служив у надвірній міліції князів Любомирських у Шаргороді оголосив себе наказним полковником і оприлюднив маніфест повстання:
«Прийшов наш час, громадяни, що живете в шляхетських, королівських, чи церковних маєтках: час визволення з шляхетського ярма і звільнення від тягарів, які накинули на вас ваші пани. Бог зглянувся з високого неба на вашу недолю. На ваші сльози й терпіння, вислухав ваших молитов, послав вам захисників, що помстять ваші кривди. Ставайте на допомогу тим, що взялись захищати вас і ваші права. Настала пора зажадати від ворогів розплати за ваші кривди, биття, муки, нечуване здирство, що їх ви зазнавали від них досі. Посилаємо вам провідників, яким треба довіряти і за якими треба йти зі зброєю, яку хто має. Залишайте хати, жінок, ваших коханих дітей, а не пожалієте того, бо скоро вже переконаєтесь, що Бог призначив для вас перемогу і станете всі вільними людьми, як знищите те гадюче плем'я ваших панів, що досі ссуть вашу кров. Ми вже й давніше закликали вас, але ви не вірили в успіх; тепер можете повірити, коли ваші брати почали успішне звільнення з неволі і з цього ярма на Україні і Поділлі. Кличте Бога на рятунок і єднайтеся з нами, щоб помогти».
За свідченнями В. Антоновича, у своїх закликах Верлан опирався на циркуляр російського полковника Полянського, який закликав озброєних людей на Правобережжі, в першу чергу міліціонерів, виступити проти Станіслава Лещинського та його соратників. У разі успіху, створені повстанцями козацькі структури будуть збережені та приєднані до Російської імперії, де на той час ще зберігалась відносна автономія Гетьманщини та дотримувались вольності Запоріжжя. Перед населенням Правобережжя була відкрита перспектива об'єднання із іншими частинами українського народу, що жили у більш благополучних умовах. Селяни в такому випадку звільнились від кріпацтва, якого в той час не було на Лівобережній Україні. З іншого боку, дослідник П. Мірчук зауважує, що не існує жодного документального доказу взаємодії Верлана і Полянського, а такого роду інформація є результатом поширення польського пропагандистського прийому, спрямованого на дискредитацію повстання.
Згідно свідчень В. Антоновича, Верлан, перебуваючи у Шаргороді, скликав до себе підрозділи надвірної міліції з інших міст та почав вербувати місцевих селян. Таким чином місто стало епіцентром повстання. Почала формуватись армія, котра була поділена Верланом на чини і звання (сотників, ротмістрів, поручників тощо), сотники та десятники обирались самими повстанцями, серед яких були, раніше розрізнені, гайдамацькі загони, запорожці і навіть представники шляхти. У військо увійшли козацькі ватажки Писаренко, Степан Скорич, Михайло Флоринський, Савва Чалий, запорожці Грива, Темко, Моторний. Під їхнім командуванням були сформовані полки чисельність коло 1000 осіб кожен.
На першому етапі армія Верлана зайняла територію Поділля, точніше тодішнє Брацлавське воєводство, де було знищено коло 90 польських феодалів та їх військових відділів. Далі, загони повстанців перейшли на Київщину і західну частину Поділля. На третьому етапі, влітку 1734 року полк Верлана вирушив на Волинь і в битві під Кременцем здобув перемогу над польським військом, яке вийшло йому на зустріч. Просуваючись на Захід гайдамаки зайняли Броди і східну частину Галичини (до Львова) та південно-східну частину Волині (до Дубна). Під контролем повстанців опинилась територія розтягнута на відстань коло 650 кілометрів.
На всіх зайнятих районах скасовувалось кріпацтво, панщина, впроваджувались козацькі демократичні інститути, селяни наділялись частковими виборними правами.

### Дії у відповідь польської армії
У 1734 році, всі регулярні польські війська, що знаходились на території Правобережної України були підняті на боротьбу проти армії Верлана. Для їх підсилення польським урядом було також організовано спеціальні загони та частини регулярної армії, котрі знаходились у Польщі в районі Вісли. Не зважаючи на надзусилля, всі військові сили польської армії були розбиті повстанцями.

### Дії проти повстанців російської армії
Оцінивши складність боротьби із армією Верлана, польський уряд звернувся за допомогою до Російської Імперії. Російська влада відповіла позитивно і командувачу російських військ, що повертались із Польщі після вигнання Станіслава Лещинського через Україну, було доручено надати допомогу в боротьбі з повстанцями. Спільні російсько-польські дії почались восени 1734 року. Поступово, в деяких місцевостях польську владу було відновлено, зокрема у Брацлаві, де почали створюватись суди для винесення вироків гайдамакам. Об'єднання російської армії з польською було несподіванкою для гайдамак, які сприймали першу за свою союзницю. Взимку 1734—1735 р. польсько-російським силам вдалось завдати гайдамакам значних втрат, однак активні бойові дії тривали до середини 1735 року.

### Зменшення інтенсивності бойових дій
На кінець літа 1735 року, повстання було фактично придушене і на території Правобережжя встановлено адміністративно-правову систему Речі Посполитої, відновлено кріпацтво. Як можна судити з подальших повідомлень, значна частина гайдамак, у тому числі і сам Верлан, переселились на територію Молдавії, котра знаходилась під протекторатом Османської Імперії. Частина запорожців, що брала участь у постанні, повернулась на Січ.
Однак, вже у наступному 1736 році, гайдамацькі загони Медведя, Гриви, Харка, Жили, Рудя, Іваниці і Тараса ввійшли на територію Речі Посполитої та зайняли Чигирин (Медвідь), Смілу, Паволоч (Грива і Харко), Таращу (Харко) та Немирів (Тарас). Розбиті польські частини лише із допомогою росіян змогли відновити контроль над цими територіями.
У 1737 році частина запорожців, знову вирушила на Правобережжя, але дорогою була перехоплена і розбита татарами. Харко, Іваниця та Жила, а також майже половина їх полку загинула. Проте 500 осіб все-таки потрапили на територію Речі Посполитої і зайняли містечка Гранів, Суботів, Тальне, Рашків, Животів та Могилів. Окремі гайдамацькі загони діяли до кінця 1740-х років. У 1743 році в районі Лисянки діяв отаман Кузьма Гаркуша, а в 1749 на Київщині отамани Невінський, Беркут, Середа та Іван Борода.

## Результати
Головним наслідком постання Верлана стала організація, до того розрізнених загонів повстанців та противників феодально-кріпосницької адміністрації Речі Посполитої, в організовану гайдамацьку армію. Хоча повстання не досягнуло своєї мети, створені Верланом структури і відчуття широкої солідарності стали важливим досвідом, що дозволив гайдамакам вести перманентну війну із польською владою впродовж усіх 1740-х та 1750-х років, в очікування нового шансу на велике повстання. Такого який випав наприкінці 1760-х років, коли під проводом Максима Залізняка та Івана Гонти почалось наймасштабніше гайдамацьке повстання під назвою Коліївщина.

## Опис повстання у художній літературі
1886 року вийшло історичне оповідання Францішека Равіти «На порубіжжі» (пол. Na Kresach) про повстання Верлана.